# Кроноцки залив
Кроно̀цкият залив (на руски: Кроноцкий залив) е залив на Тихия океан, на източното югокрайбрежие на полуостров Камчатка, в Камчатски край на Русия. Вдава се навътре в сушата на 68,5 km между Кроноцкия полуостров на север и Шипунския полуостров на юг. Ширина на входа 231 km. Дълбочина до 1,5 хил.m. Бреговете му са предимно ниски, на отделни места – стръмни. Приливите са смесени с височина до 2 m. Зимата замръзва. В югозападния му край се влива река Жупанова, а в северозападния – Кроноцкая.
За първи път заливът е описан и първично картиран през лятото на 1728 г. по време на Първата Камчатска експедиция под командването на Витус Беринг.